# Steel Storm
Steel Storm é uma série de jogos eletrônicos independente desenvolvido por Kot-in-Action Creative Artel usando o software gratuito DarkPlaces para as plataformas Microsoft Windows, Mac OS X e Linux. O jogo foi adicionado ao Humble Indie Bundle 3 em 1 de agosto de 2011. A série possui dois episódios, sendo o primeiro totalmente gratuito e o segundo episódio um produto comercial (intitulado Steel Storm: Burning Retribution). Eles são arcade shooters no qual o jogador controla um hovercraft enquanto batalha supostos invasores extraterrestres usando uma variedade de armamentos.